# Peter Utz
 Peter Utz (* 12. September 1954 in Biel) ist ein Schweizer Literaturwissenschaftler. Er war von 1987 bis 2019 Professor an der Universität Lausanne.

## Leben
Peter Utz studierte Germanistik und Geschichte in Bern und München. 1982 wurde er in Bern mit einer von Christiaan L. Hart Nibbrig betreuten Arbeit über die Wirkungsgeschichte von Friedrich Schillers Wilhelm Tell im 19. und 20. Jahrhundert promoviert. Ab 1981 war er Assistent an der Universität Lausanne, 1987 wurde er ebendort im Alter von 33 Jahren zum ordentlichen Professor für Neuere deutsche Literatur berufen. 1990 erschien unter dem Titel Das Auge und das Ohr im Text seine zweite grössere wissenschaftliche Abhandlung: eine Studie zur literarischen Darstellung der Sinneswahrnehmung in der Goethezeit. 1989 trug er zur Gründung des Centre de traduction littéraire (Forschungszentrum zur literarischen Übersetzung) in Lausanne bei. Von 2002 bis 2004 nahm er innerhalb der Universität das Amt des Vizedekans der Philosophischen Fakultät wahr. 2019 wurde er emeritiert.
Utz war Fellow am Wissenschaftskolleg Berlin (2004/05), am Freiburg Institute for Advanced Studies (2011) und am Institut für Kulturwissenschaft in Wien (2014/15). 2022 war er ausserdem Gastprofessor an der École normale supérieure in Paris.
Er bekleidete auch ausserhalb der Universität mehrere Ämter: Von 2002 bis 2015 sass er im wissenschaftlichen Beirat des Deutschen Literaturarchivs Marbach, von 2006 bis 2011 war er Stiftungsrat der Kulturstiftung Pro Helvetia, wo er die Gruppe «Literatur und Gesellschaft» präsidierte. Er ist ausserdem Stiftungsrat der Robert Walser-Stiftung. An der Gründung der Robert Walser-Gesellschaft 1996 und des Robert Walser-Zentrums 2009 war er beteiligt.

## Forschung
Utz ist ein Spezialist für das Werk von Robert Walser. Seine Studie Tanz auf den Rändern (1998, Neuauflage 2018) gilt als Standardwerk. Seine Forschung korrigiert das Bild vom weltabgewandten Einzelgänger und stellt Walsers Schreiben in den Kontext der literarischen Moderne und der Gattung des Feuilletons. Utz ist auch Mitherausgeber der Berner Ausgabe von Walsers Werken und firmiert als Herausgeber mehrerer Werke Walsers in französischer Übersetzung.
Weitere Forschungsschwerpunkte sind die Goethezeit, die Jahrhundertwende um 1900, das literarische Feuilleton, die Literatur aus der Schweiz, insbesondere im 19. und 20. Jahrhundert, und das literarische Übersetzen.
In zwei Buchpublikationen hat er den Mehrwert, den die genaue Lektüre von Übersetzungen für die Interpretation eines Werks erbringt, dargelegt und dabei französische und englische Übersetzungen von Hoffmann, Fontane, Kafka, Musil und von Hölderlins Gedicht Hälfte des Lebens untersucht. Zwischen 1992 und 2005 hat er zudem mehrere SNF-Forschungsprojekte in diesem Bereich geleitet.
Als Mitherausgeber der Reihe Schweizer Texte. Neue Folge im Chronos Verlag seit 1991 hat er zahlreiche Texte der Schweizer Literatur wieder oder erstmals zugänglich gemacht.

## Publikationen (Auswahl)

### Monografien
- Die ausgehöhlte Gasse. Stationen der Wirkungsgeschichte von Schillers Wilhelm Tell. Athenäum, Königstein 1984, ISBN 978-3-445-02322-3. (Download)
- Das Auge und das Ohr im Text. Literarische Sinneswahrnehmung in der Goethezeit. Fink, München 1990, ISBN 978-3-7705-2631-4. (Download)
- Tanz auf den Rändern. Robert Walsers ›Jetztzeitstil‹. Suhrkamp, Frankfurt am Main 1998, ISBN 978-3-518-40965-7.
- Anders gesagt – autrement dit – in other words. Übersetzt gelesen: Hoffmann, Fontane, Kafka, Musil. Hanser, München 2007, ISBN 978-3-446-20834-6.
- Kultivierung der Katastrophe. Literarische Untergangsszenarien aus der Schweiz. Fink, München 2013, ISBN 978-3-7705-5458-4.
- »Nachreife des fremden Wortes«. Hölderlins «Hälfte des Lebens» und die Poetik des Übersetzens. Fink, Paderborn 2017, ISBN 978-3-7705-6177-3.

### Herausgeberschaft
- Wärmende Fremde. Robert Walser und seine Übersetzer im Gespräch. Akten des Lausanner Kolloquiums vom Februar 1994. Peter Lang, Bern / Frankfurt a. M. 1994, ISBN 978-3-906751-80-1.
- mit Hans Ulrich Jost und François Vallotton: Littérature ›bas de page‹. Le feuilleton et ses enjeux dans la société des 19è et 20è siècles – Literatur ›unter dem Strich‹. Funktionen des Feuilletons in der Gesellschaft des 19. und 20. Jahrhunderts. Éditions Antipodes / Éditions d’en bas, Lausanne 1996, ISBN 2-940146-03-9.
- mit Wolfram Groddeck, Reto Sorg, Karl Wagner: Robert Walsers ›Ferne Nähe‹. Neue Beiträge zur Forschung. Fink, München 2007, ISBN 978-3-7705-4517-9.

### Edition
- mit Manfred Gsteiger: Telldramen des 18. Jahrhunderts. Samuel Henzi: Grisler ou l’ambition punie; Johann Ludwig Am Bühl: Wilhelm Tell (= Schweizer Texte. 9). Haupt, Bern 1985, ISBN 3-258-03492-3.
- mit Lucas Marco Gisi, Reto Sorg und Peter Stocker: Robert Walser: Werke. Berner Ausgabe. Suhrkamp, Berlin 2018ff.
- mit Lukas Gloor, Reto Sorg: Carl Seelig: Wanderungen mit Robert Walser. Suhrkamp, Berlin 2021, ISBN 978-3-518-22521-9.